# Stazione di St Denys
La stazione di St Denys è la stazione ferroviaria di St Denys e Portswood nei pressi di Southampton. Il numero di passeggeri annuo si aggira sulle 300.000 persone.